# Gerard van Midden
G.G. (Gerard) van Midden (Zaandam, 27 maart 1957) is een Nederlands schrijver en tekstdichter.

## Loopbaan
Van Midden ging naar de Christelijke Pedagogische Academie in Amsterdam waar hij een opleiding tot onderwijzer volgde. Hij was tussen 1978 en 1995 leerkracht en directeur van een basisschool. Hierna werd hij directeur van SGO Uitgeverij op het gebied van godsdienstige en levensbeschouwelijke scholing. Vanaf 2011 werkt hij als fulltime schrijver. Hij schrijft daarnaast samen met componist Gerard van Amstel christelijke musicals voor scholen en kerken. Daarnaast bracht hij vele religieuze kinderboeken uit.

## Kerkliederen
- Voor mij is geluk
- God, soms is het donker